# Pierre Guillaume Frédéric le Play
Pierre Guillaume Frédéric le Play (11. dubna 1806, La Rivière-Saint-Sauveur – 5. dubna 1882, Paříž) byl francouzský ekonom a jeden z otců zakladatelů sociologie. Ve svých pracích se zaměřoval především na studium rozličných typů rodin a pokoušel se je charakterizovat.
Profesní život začínal jako inženýr metalurgie. Roku 1840 se stal profesorem metalurgie na École des Mines. Poté však začal cestoval po Evropě. Při svých cestách sbíral ekonomická a sociologická data ke studiu tématu dělnické třídy, které začalo hýbat tehdejší společností. Roku 1855 vydal své největší dílo, studii nazvanou Evropští dělníci (Les Ouvriers Européens), což byl portrét 36 dělnických rodin. Za knihu získal cenu Académie Française. Roku 1856 založil Société internationale des études pratiques d'économie sociale, která od roku 1881 začala vydávat časopis La Réforme Sociale. V roce 1867 se stal senátorem. O pět let později, pod jeho vedením, vznikla Jednota sociálního míru. Cílem této organizace bylo studovat společenské problémy za pomocí metod přírodních věd.

## Dílo
Pro Frédérica le Play byly proměny rodin zásadní pro porozumění proměn celé společnosti. V roce 1855 napsal Les ouvriers européens, kde se věnoval životu dělnických rodin. Porovnával více než 40 typů rodin v Evropě a ve střední Asii. Rodiny rozděluje na dva druhy. Prvním typem je stabilní rodina, kde jejím členům záleží na tradicích a mají starost o svůj domov a bezpečí. Druhým typem je rozkládající se rodina. V této rodině otec ztrácí přirozený respekt a její členové se vyznačují větší mírou individuality.
Druhy rodin poté rozlišil v práci La réforme sociale en France (1864). Zde le Play rozšiřuje charakteristiku rodin a popisuje další tři typy. Prvním je patriarchální rodina, kde má otcova autorita dominantní roli a členové se k individualismu přiklání jen minimálně. Druhým typem je rodina nestabilní. V těchto rodinách mají jejich členové neúctu k tradicím a výrazně tíhnou k individualismu. Le Play se domníval, že společnost, kde převládá tento typ rodiny, podporuje centralizaci či socialismus, protože stát musí plnit funkce, které nestabilní rodina nedokáže sama zajistit. Posledním typem je partikulární rodina. V této rodině děti postupem času odchází založit svou domácnost. Nicméně jedno dítě dědí veškerý majetek a stále bydlí u svých rodičů, a to i pokud má své děti. Le Play se domníval, že tento typ rodiny je nejvhodnější a požadoval, aby se rozšířila do celé společnosti.

## Názory
„Le Play byl přesvědčen, že Průmyslová revoluce může za rozklad společnost. Obával se nastupující korupce a tyranie.“ Původně byl ateistou, ale postupně se stal obhájcem náboženství. Roku 1864 napsal známý esej hájící křesťanství před darwinismem a skepticismem. V roce 1879, tři roky před smrtí, konvertoval ke katolictví. Je považován za jednoho z klasiků konzervativismu.